# Halloween Blues
Halloween Blues – belgijska seria komiksowa autorstwa scenarzysty Jean-Claude'a Smit-le-Bénédicte'a (tworzącego pod pseudonimem Mythic) i rysownika Zbigniewa Kasprzaka (tworzącego pod pseudonimem Kas). Seria ukazała się we francuskojęzycznym oryginale w siedmiu tomach w latach 2003–2009 nakładem wydawnictwa Le Lombard. Po polsku opublikowało ją wydawnictwo Egmont Polska (tomy 1 i 2 w latach 2003–2004, a następnie wszystkie tomy w wydaniu zbiorczym w 2009 roku).

## Fabuła
Akcja utrzymanej w konwencji czarnego kryminału i horroru serii rozgrywa się w latach 50. XX wieku w USA. W tajemniczych okolicznościach zostaje zamordowana Dana Anderson, młoda hollywoodzka gwiazda filmowa. Jej mąż, Forester Hill, inspektor policji, jest głównym podejrzanym. Po utracie pamięci sam nie ma pewności, czy nie popełnił zbrodni. Nie wie tego też duch Dany, który codziennie ukazuje się Foresterowi, aby go dręczyć i zmusić do rozwikłania zagadki. Zjawa jest jednym z elementów spajających całą serię, której każdy tom jest poświęcony innej tajemnicy kryminalnej.

## Tomy
| Tom | Tytuł i rok I wydania polskiego      | Tytuł i rok I wydania oryginalnego |
| --- | ------------------------------------ | ---------------------------------- |
| 1   | Przepowiednie (2003)                 | Prémonitions (2003)                |
| 2   | Piszę do Ciebie z Gettysburga (2004) | Je vous écris de Gettysburg (2004) |
| 3   | Jak dwie krople wody (2009)          | Souvenirs d'une autre (2005)       |
| 4   | Nowe życie (2009)                    | Points de chute (2006)             |
| 5   | Zagubione litery (2009)              | Lettres perdues (2007)             |
| 6   | Sweet Loreena (2009)                 | Sweet Loreena (2008)               |
| 7   | Remake (2009)                        | Remake (2009)                      |